# Memorial Park (métro de Los Angeles)
Memorial Park est une station du métro de Los Angeles desservie par les rames de la ligne A située dans la ville de Pasadena en Californie.
Il s'agit de l'unique station en tranchée de la ligne.

## Localisation
Station du métro de Los Angeles en tranchée, Memorial Park est située sur la ligne A près de l'intersection de North Arroyo Parkway et de East Holly Street à Pasadena, au nord-est de Los Angeles.

## Histoire
Memorial Park est mise en service le 26 juillet 2003, lors de l'ouverture de la ligne L.

## Service

### Accueil

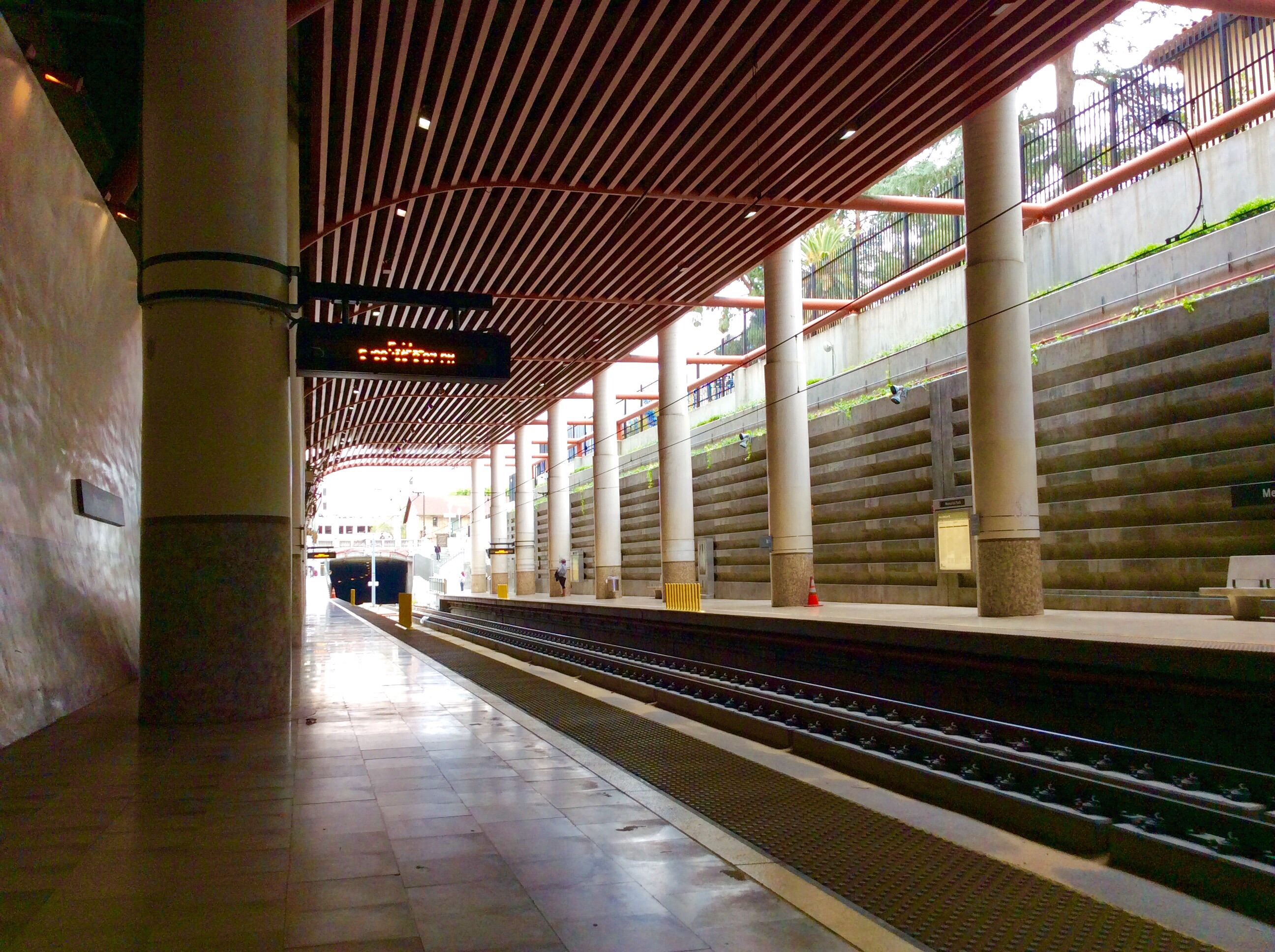
Une vue de la station.
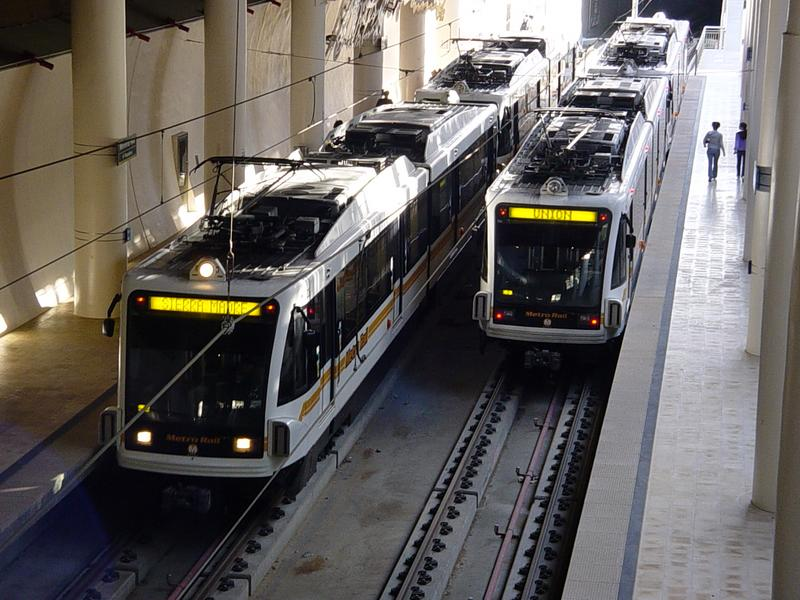
Trains à la station.
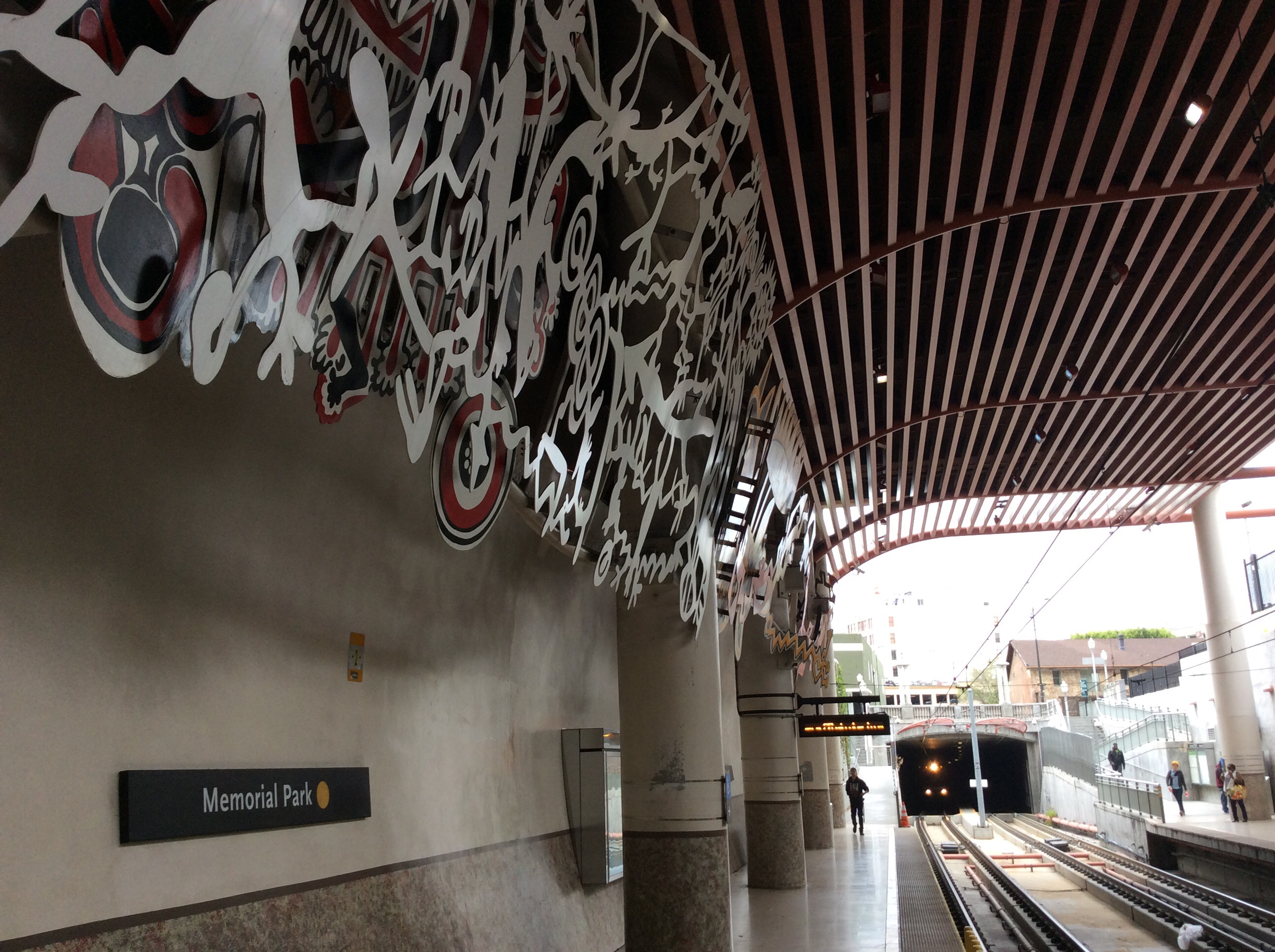
Œuvre de John Valadez.

### Desserte
Située à Pasadena, la station dessert notamment : l'Art Center College of Design, le Norton Simon Museum, la mairie de Pasadena, le Rose Bowl.

### Intermodalité
La station ne bénéficie pas de stationnement mais des range-vélos sont à disposition.
La station est également desservie par les lignes d'autobus 177, 180, 181, 256, 267, 501, 686, 687, 762 et 780 de Metro, les lignes 20, 40, 51 et 52 de Pasadena Transit (en), la ligne 187 de Foothill Transit (en) et la ligne 549 de LADOT Commuter Express (en).

## Architecture et œuvres d'art
La station abrite une œuvre de l'artiste John Valadez, nommée The First Artists in Southern California: A Short Story qui est constituée de structures de métal qui rappellent les dessins tribaux des peuples autochtones du sud de la Californie. Ces structures sont suspendues au-dessus des quais.